# 宜昌东俄芹
宜昌东俄芹（学名：Tongoloa dunnii）是伞形科东俄芹属的植物，为中国的特有植物。分布在中国大陆的湖北、四川等地，生长于海拔2,000米至3,500米的地区，多生长在山坡林下，目前尚未由人工引种栽培。

## 异名
- Peucedanum giraldii Diels
- Pimpinella giraldii (Diels) de Boiss. ex Diels